# 小托尔西
小托尔西（法語：Torcy-le-Petit，法語發音：[tɔʁsi lə pəti]）是法国滨海塞纳省的一个市镇，与大托尔西相邻，属于迪耶普区。

## 地理
小托尔西（49°48'48"N, 1°10'23"E）面积3.66 平方千米，位于法国诺曼底大区滨海塞纳省，该省份为法国北部沿海省份，其西部及北部濒大西洋英吉利海峡，东起顺时针与索姆省、瓦兹省、厄尔省和卡爾瓦多斯省接壤。
与小托尔西接壤的市镇（或旧市镇、城区）包括：拉沙佩勒迪布尔盖、弗勒勒维尔、圣富瓦、圣日耳曼代塔布勒、大托尔西。

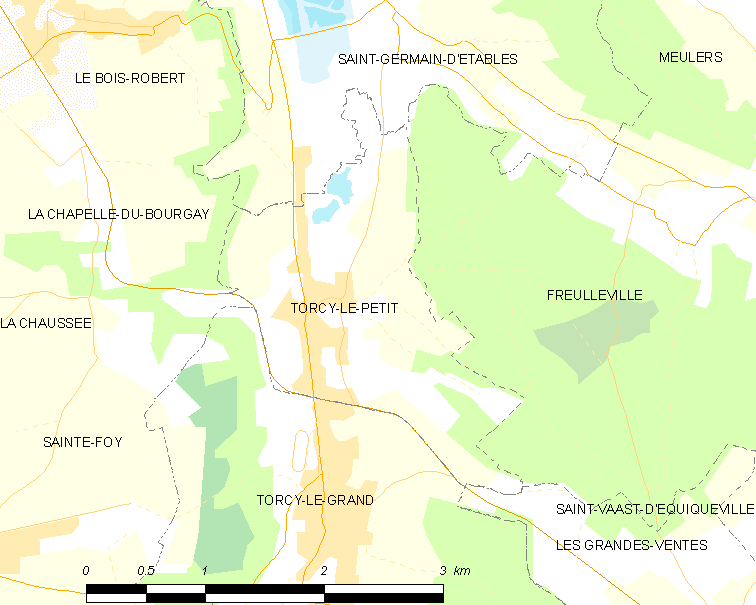
小托尔西的OSM定位图

小托尔西的时区为UTC+01:00、UTC+02:00（夏令时）。

## 行政
小托尔西的邮政编码为76590，INSEE市镇编码为76698。

## 政治
小托尔西所属的省级选区为吕讷赖县。

## 人口

1962-2008年间小托尔西人口变化图示

小托尔西于2022年1月1日时的人口数量为516人。